# Bni Leit
Bni Leit (en àrab بني ليت, Bnī Layt; en amazic ⴱⵏⵉ ⵍⵉⵜ) és una comuna rural de la província de Tetuan, a la regió de Tànger-Tetuan-Al Hoceima, al Marroc. Segons el cens de 2014 tenia una població total de 5.324 persones.